# ویلیام پرووت
ویلیام پرووت دانشمند در زمینه شیمی اهل پادشاهی متحد بریتانیای کبیر و ایرلند بود.
وی همچنین برندهٔ جوایزی همچون همکار انجمن سلطنتی و مدال کاپلی شده‌است.